# Миньевиль
Миньеви́ль (фр. Mignéville) — коммуна во французском департаменте Мёрт и Мозель, региона Лотарингия. Относится к кантону Баккара.

## География
Миньевиль находится в 50 км на восток от Нанси на дороге на Бадонвиллер. Соседние коммуны: Домевр-сюр-Везуз на северо-востоке, Ансервиллер на востоке, Монтиньи на юго-востоке, Реерре на юге, Ваксенвиль и Абленвиль на юго-западе, Петтонвиль на западе, Эрбевиллер на северо-западе.

## Демография
Население коммуны на 2010 год составляло 176 человек.
| 1962 | 1968 | 1975 | 1982 | 1990 | 1999 | 2010 |
| ---- | ---- | ---- | ---- | ---- | ---- | ---- |
| 206  | 184  | 147  | 122  | 157  | 179  | 176  |

## Достопримечательности
- Дома XVIII и XIX веков.
- Церковь Сен-Жорж, восстановлена после Первой мировой войны.